# Сенюк Ольга Дмитрівна
Ольга Дмитрівна Сенюк (1 червня 1929, с. Підгайчики, Станиславівське воєводство — 1 червня 2019, м. Київ) — українська перекладачка з германських мов.

## Біографія

Могила Ольги Сенюк та її чоловіка, Байкове кладовище

Народилася в селянській сім'ї. 1952 року закінчила філологічний факультет Чернівецького університету, а у 1956-му — аспірантуру при кафедрі англійської мови Київського університету.
Працювала редактором у видавництві «Веселка» і науковим працівником у Київському історичному музеї.
Дружина перекладача Євгена Поповича. Померла у день свого 90-річчя 1 червня 2019 року у Києві. Похована разом з чоловіком на Байковому кладовищі (ділянка № 49а).

## Творчий доробок
Переклади з англійської, данської, ісландської, норвезької, шведської мов.

### Переклади

#### З англійської
- Вільям Еш
  - Вибір зброї
- Вільям Теккерей
  - Ярмарок суєти
- Вільям Шекспір
  - Віндзорські жартівниці
- Джек Лондон
  - Оповідання в «Творах» (Дніпро, 1969—1972)
- Марк Твен
  - Оповідання у збірці «Оповідання та памфлети» (Дніпро, 1972)
- Оповідання В. Фолкнера, К. Е. Портер, Д. А. Селінджера, Ф. О'Коннор, Д. Апдайка у збірці «Американська новела» (Дніпро, 1976)

#### З данської
- Єнс Петер Якобсен
  - Нільс Люне
  - Пані Марія Груббе
- Ерік Амдруп
  - В чиїх руках був ніж
- Гаральд Бергстед
  - Празник святого Йоргена
- Мартін Андерсен-Нексе
  - Пасажири вільних місць
- Сучасна данська новела (Дніпро, 1982)

#### З ісландської
- Стефан Йоунсон
  - Сага про малого Х'ялті

#### З норвезької
- Норвезькі народні казки
- Норвезькі прислів'я та приказки
- Тур Геєрдал
  - Аку-Аку
- Ґерт Нюквіст
  - Трава нічого не ховає
- Генрік Ібсен
  - Росмерсгольм
  - Ляльковий дім
- Б'єрнстьєрне Б'єрнсон
  - Сюнньове Сульбаккен
  - Небезпечне сватання
- Сінгб'єрн Гельмебак
  - Андерсенам — ура!
- Дагфін Греносет
  - Анна з хутора Геугсетвольд
- К. Голт
  - Мандрівка
- Сучасна норвезька новела (Дніпро, 1975)

#### Зі шведської
- Астрід Ліндґрен
  - Малий і Карлсон, що живе на даху
  - Пеппі Довгапанчоха
  - Міо, мій Міо
  - Расмус-волоцюга
  - Брати Лев'яче Серце
  - Роня, дочка розбійника
  - Знаменитий детектив Блюмквіст
  - Пригоди Еміля з Льонеберґи
  - Діти з Гамірного
- Сельма Лагерлеф
  - Сага про Єсту Берлінга
  - Чудесна мандрівка Нільса Гольгерсона з дикими гусьми
- Туве Янсон
  - Диво-капелюх
- Захаріас Топеліус
  - Казки
- Рольф Блумберг
  - Золото і анаконда
- Пер Валее
  - Вбивство на 31-му поверсі
- Май Шевалль, Пер Валее
  - Гіркий сміх
  - Замкнена кімната
- Шведські прислів'я та приказки
- Август Стріндберг
  - Червона кімната
  - Оповідання
  - Пана Юлія
- Сара Лідман
  - Острів
  - Я і мій син
- Пер Лагерквіст
  - Кат
  - Карлик
  - Варавва
  - Сивіла
  - Паломник
  - Маріамна
- Торґні Ліндґрен
  - Бджолиний мед
  - Шлях змія на скелі
- Оса Карлсон
  - Карл ХІІ
- Пер Улоф Енквіст
  - Із життя дощових черв'яків
- Петер Енґлунд
  - Полтава
- Віллі Вальдфрідсон
  - Бродяга
- Гвіздок з рідного дому (шведська народна казка)

## Нагороди, премії
Лауреат Премії імені Максима Рильського (1994).